# Wiktor Michailow
Wiktor Wassiljewitsch Michailow (russisch Ви́ктор Васи́льевич Миха́йлов; * 13. Märzjul. / 26. März 1901greg. in Kutaissi; † 1990 in Moskau) war ein georgischer Bauingenieur und Hochschullehrer.

## Leben
Michailow stammte aus einer wohlhabenden Familie und wurde mit Sorgfalt erzogen. Schon als Kind lernte er Französisch und Deutsch. 1913 ließ sich die Familie in Tiflis nieder. Michailow besuchte dort das Realgymnasium mit Abschluss 1916. Anschließend begann er ein Bauingenieursstudium am Polytechnischen Institut Tiflis. Infolge der Oktoberrevolution und des Bürgerkrieges konnte er erst 1928 das Studium mit einem Baustatik-Diplom abschließen. Ab 1930 arbeitete er in Moskau im Institut für Bauforschung und bearbeitete Probleme des Stahlbetons und Spannbetons. Michailow wurde zum Doktor der technischen Wissenschaften promoviert und zum Professor ernannt.
1941 trat Michailow in das Moskauer Forschungsinstitut für Beton und Stahlbeton (heute Gwosdew-Institut für Beton und Stahlbeton) ein und leitete das Laboratorium für Spannbeton. Nach dem Deutsch-Sowjetischen Krieg mussten die Kohlebergwerke im Süden des Landes wieder aufgebaut werden. Michailow schlug dafür spezielle Rahmenkonstruktionen aus dem im Labor entwickelten Spannbeton vor sowie die Serienfertigung dieser Elemente. Bis Ende 1946 wurden 60.000 Elemente produziert und in Donbass-Schächten eingebaut. Auf der Basis von Michailows Entwicklungen wurden in Gorki im Stahlbeton-Werk Nr. 5 Spannbetonröhren mit radialer Verspannung hergestellt, die nach Michailows Vorschlag im U-Bahn-Bau eingesetzt wurden. 1956 wurde Michailow in die Akademie der Architekturwissenschaften der UdSSR gewählt.
Michailows jüngerer Bruder Konstantin Wassiljewitsch Michailow leitete das Institut für Beton und Stahlbeton von 1965 bis 1988.

## Werke
- Напряженно-армированный бетон. Tiflis 1933.
- Теория и практика центробежного напряженно-армированного бетона. Moskau, Leningrad 1939.
- Элементы теории структуры бетона. Moskau, Leningrad 1941.
- Водонепроницаемый расширяющийся цемент и его применение в строительстве. Moskau 1951.
- Самонапряженный железобетон. Moskau 1955.

## Ehrungen
- Stalinpreis (1949, 1950)
- Freyssinet-Medaille der internationalen Fédération internationale de la Précontrainte / International Federation for Prestressing (FIP) (1974 auf dem Kongress der FIP in New York)
- Staatspreis der Russischen Föderation (1996 postum)